# Richard Watson (Bischof, 1737)

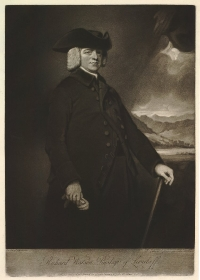
Richard Watson

Richard Watson (* August  1737 in Heversham; † 15. Juli 1816 in Calgarth Park bei Windermere, Westmorland) war ein englischer anglikanischer Theologe, Bischof und Chemiker.
Watson studierte ab 1754 am Trinity College der Universität Cambridge mit dem Bachelor-Abschluss 1759, wobei er sich besonders mit Mathematik befasste und bei den Tripos-Prüfungen Second Wrangler wurde. Er wurde 1760 Fellow des Trinity College und erwarb 1762 den Magister Artium. 1764 wurde er Professor für Chemie am Christ’s College. Später promovierte er in Theologie und wurde 1771 Regius Professur of Divinity in Cambridge. 1773 heiratete er und 1774 wurde er Prebend des Trinity College. 1779 wurde er Rektor in Northwold und Archidiakon in Ely. 1782 wurde er Bischof der walisischen Diözese Llandaff. Ab 1790 errichtete er als Landsitz Calgarth Park in Westmorland.
Als Chemiker analysierte er Mineralien und isolierte 1781 Blei (und 1783 Schwefel aus Bleiglanz) und 1786 Zink aus Mineralien mit Anwendungen in der Industrie (Zinkgewinnung in Bristol, Blei in Derbyshire).  Er gewann ein Gas aus Steinkohle durch trockene Destillation und untersuchte den Einfluss von Salzkonzentration auf die Gefrierpunkterniedrigung (1771) und den Einfluss des Drucks auf den Siedepunkt (1782).
Als Theologe beteiligte er sich an der durch Edmund Burke und Thomas Paine geführten Debatte um die Französische Revolution als Gegner der Revolution und deren Angriffe auf die Religion (A treatise upon the authenticity of the Scriptures, and the truth of the Christian religion 1792, An apology for the Bible, 1796).
Seine 1814 vollendete Autobiographie erschien postum 1817 (Anecdotes of the life of Richard Watson).
1769 wurde er Fellow of the Royal Society, außerdem war er Mitglied der American Academy of Arts and Sciences.

## Schriften
- An essay on the subject of chemistry and their general divisions 1774
- Institutiones Chemicarum in Praelectionibus Academis Explicatarum pars Metallurgica 1768